# 베리베리 뮤우뮤우의 에피소드 목록
다음은 베리베리 뮤우뮤우의 에피소드 목록이다.

## 에피소드 목록
1. 고양이가 되다
2. 새 동료
3. 학교의 괴담. 괴물의 정체를 발견하다
4. 눈물의 데이트
5. 폭풍의 체조. 고양이 춤으로 빛나는 별이 되다
6. 마음의 피아노. 두근거림의 무도회
7. 푸링이 등장하다. 귀와 꼬리도 예능!
8. 온천으로 가다! 신비의 산에서 사랑의 기적
9. 추억은 사진 속에
10. 최후의 동료. 환상의 독불장군
11. 믿는 마음. 5인 모여서 베리베리 뮤우뮤우
12. 들키다. 계절에 맞지 않는 벚꽃 지다
13. 엇갈리는 마음
14. 슬픈 사랑 이야기
15. 작은 용사
16. 레타스의 사랑. 한결같은 마음은 도서관에서
17. 푸른 기사. 너는 내가 지킨다!
18. 이치고의 하트는 흔들흔들
19. 상냥한 힘. 바다 깊숙이 소원을 전해라
20. 어머니의 기억
21. 마음의 불꽃. 이치고와 민트의 엇갈림
22. 이치고의 가장 긴 날
23. 사랑은 갑작스럽게! 소녀의 하트를 받아내라
24. 수상한 보석. 빛은 너의 안에서
25. 사랑의 배틀. 이치고의 사랑은 방해투성이
26. 시간이야 멈추어라! 가슴에 넘치는 마음

## 같이 보기
- 베리베리 뮤우뮤우의 등장인물 목록